# KIF3A
KIF3A‏ (Kinesin family member 3A) هوَ بروتين يُشَفر بواسطة جين KIF3A في الإنسان.